# Твёройри (футбольный клуб)

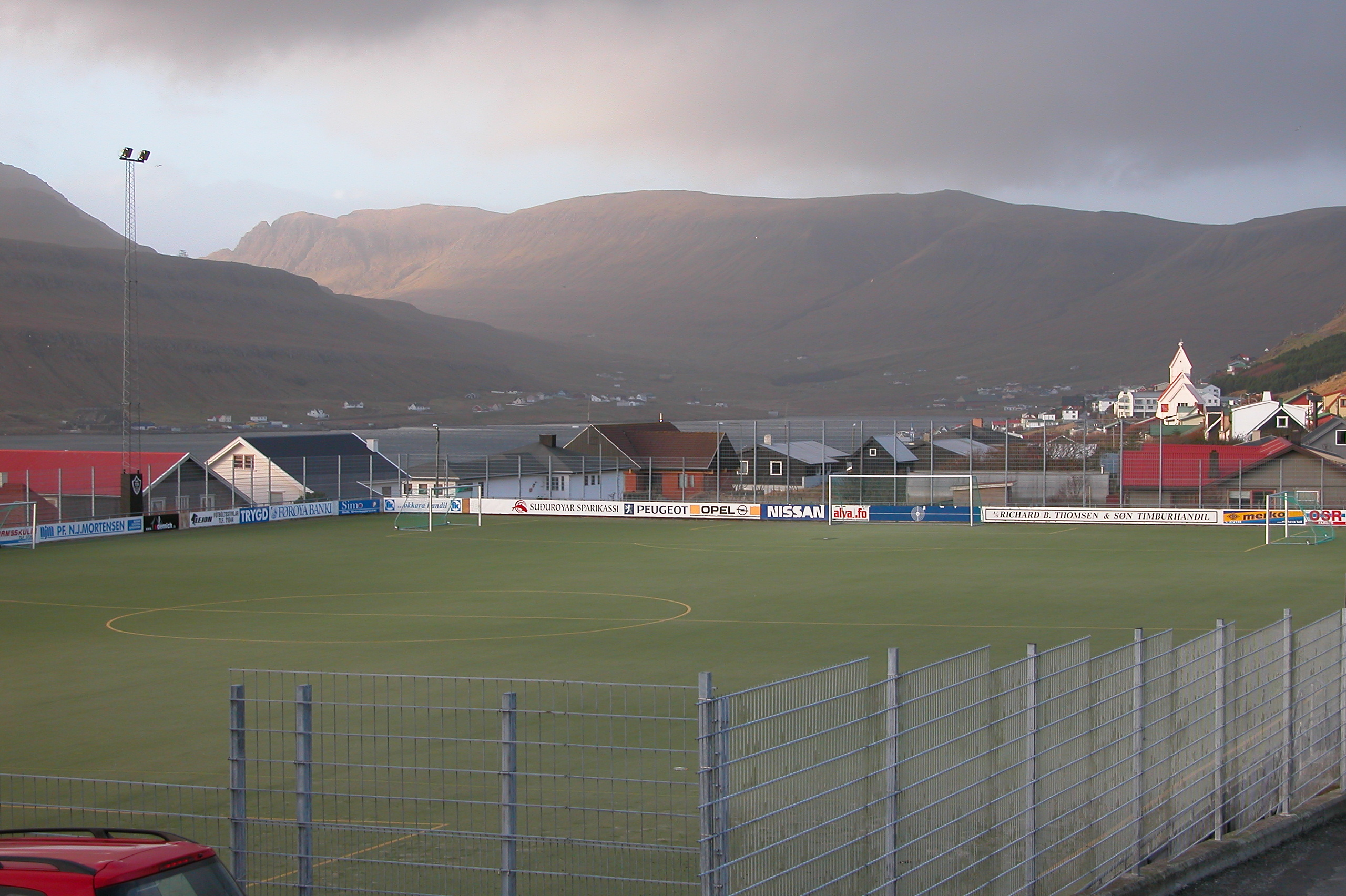
Севмюри — домашний стадион клуба

«ТБ Твёройри» (фар. Tvøroyrar Bóltfelag) — фарерский футбольный клуб из одноимённого города, с 2012 года вновь выступает в Премьер-лиге Фарерских островов. Клуб основан 13 мая 1892 года Поулем Эфферсё, Оливером Эфферсё и Йоханом Мортенсеном. Является старейшим футбольным клубом на Фарерских островах. Домашние матчи проводит на стадионе «Севмюри», вмещающем 4 000 зрителей. В чемпионате Фарерских островов «Твёройри» побеждал 7 раз, также имеет на своём счету 5 побед в национальном кубке. В 2011 году занял 2-е место в Первой лиге и тем самым получил право вернуться в высший фарерский дивизион после 6 лет пребывания во втором по силе дивизионе.

## Достижения
- Чемпионат Фарерских островов по футболу:
  - Чемпион (7): 1943, 1949, 1951, 1976, 1977, 1980, 1987.
  - Серебро (14): 1942, 1950, 1952, 1953, 1954, 1956, 1957, 1964, 1974, 1978, 1979, 1981, 1982, 1984.
  - Бронза (6): 1955, 1959, 1961, 1971, 1972, 1973.
- Кубок Фарерских островов по футболу:
  - Обладатель (5): 1956, 1958, 1960, 1961, 1977.
  - Финалист (5): 1962, 1971, 1976, 1978, 1981.